# Game Dev Tycoon
Game Dev Tycoon ist eine Wirtschaftssimulation von Greenheart Games, die 2012 für den PC veröffentlicht wurde. Ziel des Spiels ist es, ein erfolgreiches Softwareunternehmen aufzubauen.

## Gameplay
In Game Dev Tycoon startet der Spieler als ambitionierter Spieleentwickler in den frühen 80er Jahren in der heimischen Garage, mit dem ersten Ziel, ein kommerziell erfolgreiches Computerspiel zu entwickeln. Nachdem genug Geld erwirtschaftet wurde, steht der Umzug in ein eigenes Büro an, zudem ergeben sich neue Möglichkeiten, wie die Einstellung von Personal und das Erforschen von neuen Technologien und Marketingmethoden.

## Anti-Piraterie-Maßnahme
Wissend, dass Game Dev Tycoon trotz eines Verkaufspreises von anfänglich 7,99 US-Dollar Ziel von Softwarepiraten werden würde, setzte der Hersteller auf eine ungewöhnliche Maßnahme: Patrick Klug, Gründer von Greenheart Games, veröffentlichte kurz nach Release des Spiels eine modifizierte Version des Spiels über BitTorrent, das nach einiger Spielzeit eine Meldung einblendete:

„Boss, it seems that while many players play our new game, they steal it by downloading a cracked version rather than buying it legally. If players don’t buy the games they like, we will sooner or later go bankrupt.“

„Chef, es scheint dass, obwohl viele Spieler unser neues Spiel spielen, es eher durch das Runterladen einer gecrackten Version stehlen als es legal zu kaufen. Wenn die Spieler ihr Spiel, das sie lieben, nicht kaufen, werden wir früher oder später bankrott gehen.“

Gleichzeitig verringern sich die Einnahmen aus Spieleverkäufen, sodass die Firma des Spielers unweigerlich insolvent geht.
In der Folge generierten Spieler Supportanfragen an Greenheart Games, in denen sie sich über die fehlende Möglichkeit den Softwarepiraten Einhalt zu gebieten, beschwerten, womit sie gleichzeitig zugaben, das Spiel illegal bezogen zu haben.

## Rezeption
In der Fachpresse erhielt Game Dev Tycoon durchwachsene Wertungen. Zwar handele es sich insgesamt um eine solide Umsetzung eines bekannten Konzepts, jedoch bemängelten die Kritiker durchweg fehlende Innovation sowie viele kleinere Fehler und Schwachstellen, wie unzureichendes Feedback über die Stärken und Schwächen von entwickelten Spielen. Metacritic verzeichnete rund 6 Jahre nach Veröffentlichung eine aggregierte Bewertung von 68/100 (Stand: Juli 2018, basierend auf 21 Rezensionen), Gamerankings von 67,70 % (Stand: Juli 2018, basierend auf 10 Rezensionen).

„Es gibt Tests, die machen einfach keinen Spaß. Wie gerne würde ich jetzt Game Dev Tycoon hochleben lassen, das Erstlingswerk zweier Unbekannter. Wie gerne würde ich schreiben, dass es nicht nur durch einen innovativen Kopierschutz von sich Reden machte, sondern dass dahinter auch der Geheimtipp der Saison steht. Selbst wenn er zu 87,6 Prozent geklaut ist. Was ihren beißenden Spott Kopierern gegenüber wieder seltsam wirken lässt.“